# Le Paradis-i mészárlás
A Le Paradis-i mészárlás egy második világháborús tömeggyilkosság volt Franciaország északi részén, amelyet a 3. Totenkopf SS-páncéloshadosztály 14. százada hajtott végre 1940. május 27-én Fritz Knöchlein százados parancsára.

## Háttér
A német páncéloshadosztály 1940. május 26-án átkelt a Le Bassée-folyón, majd kemény, háztól házig tartó küzdelemmel bevette Béthune-t. A britek visszavonultak a Locon és Le Paradis közötti védvonalhoz. A Királyi Norfolki Ezred 2. zászlóalja a Lancashire-i Muskétások 8. zászlóaljával Riez du Vinage, Le Cornet Malo és Le Paradis településeket tartotta. Főhadiszállásuk Le Paradis-ban volt. A zászlóaljak azt az utasítást kapták, hogy tartsanak ki, ameddig csak tudnak, ezzel nyerve időt a dunkerquei evakuálásnak, a Dinamó hadműveletnek.
Május 27-én hajnalban a németek előtörtek a Paqueaut-erdőből (Bois de Paqueaut) Le Cornet Malónál, és felgöngyölték a makacsul ellenálló briteket. A csatában 150 német esett el, 498 megsebesült. A nap folyamán a németek Le Paradis felé indultak.

## Csata Le Paradisnál
A norfolkiak Le Paradist védő C százada, valamint a főparancsnokság állománya (HQ század) a Cornet farmra vonult vissza, amely a település határának közelében állt. A parancsnok rádión kapott üzenetet arról, hogy a németek elvágták a visszavonulási útvonalukat, és felmentő csapatokra sem számíthatnak. A németek tüzérséggel és harckocsikkal lerombolták a farmházat, és a védők kénytelenek voltak egy tehénistállóból folytatni a harcot. A harcokban elesett a német hadosztály harmadik ezredének parancsnoka, Hans Friedemann Götze ezredes. A britek, miután kifogytak a lőszerből, megadták magukat.

## Tömeggyilkosság
A parancsnok, Lisle Ryder őrnagy mellett 98 katona tette le a fegyvert. A briteket elindították az úton, majd egy farm mögötti legelőre terelték őket, ahol egy épület előtt két géppuskával lekaszálták őket. Kilencvenheten meghaltak, két közlegény – William O'Callaghan és Albert Pooley – megsebesült, de túlélte a kivégzést. Másnap a németek a helyiekkel sekély tömegsírt ásattak. A két túlélőnek sikerült elbújnia egy disznóólban. Egy gazdasszony és a fia gondozta őket, de később ismét német fogságba kerültek. A 251. gyaloghadosztály vette őrizetbe őket, majd egy katonai kórházba kerültek.

## Bírósági tárgyalás
1942-ben a franciák exhumálták a holttesteket, de csak ötven halottat sikerült azonosítaniuk a 97-ből. A halottakat Le Paradise templomkertjében hantolták el ismét. A szövetségesek csak 1943 nyarán értesültek a történtekről, de akkor még nem hitték el, hogy a németek hadifoglyokat öltek meg. A háború után azonban nyomozást indítottak a túlélők beszámolója alapján. 1947-ben Knöchlein századát azonosították végrehajtóként. 1948-ben Fritz Knöchleint bíróság elé állították. Halálos ítéletet szabtak ki rá, amelyet 1949. január 8-án hajtottak végre.